# Aurel Weiner
Aurel Weiner, rum. Aurel Vainer (ur. 10 stycznia 1932 w Ștefănești, zm. 31 października 2021 w Bukareszcie) – rumuński ekonomista i działacz polityczny żydowskiego pochodzenia, poseł do Izby Deputowanych (od 2004).

## Życiorys
Urodził się w rodzinie rumuńskich Żydów. Z wykształcenia jest ekonomistą, specjalizującym się w marketingu i badaniach rynku (kształcił się w Rumunii oraz we Francji). W latach 50. pracował w urzędzie statystycznym, później przez krótki okres w przedsiębiorstwie budowlanym, następnie aż do upadku komunizmu był związany z Instytutem Badań Handlowych jako jego pracownik naukowy. W latach 90. zaangażował się w tworzenie i w działalność Izby Handlowo-Przemysłowej Rumunii i Bukaresztu, był jej wiceprezesem oraz członkiem zarządu. Działał również w Rumuńskim Towarzystwie Statystycznym (wiceprzewodniczący) oraz Rumuńskim Stowarzyszeniu Marketingu. W latach 2005–2009 pozostawał szefem Federacji Stowarzyszeń Żydowskich w Rumunii.
W 2004 uzyskał mandat posła do Izby Deputowanych zagwarantowany ludności żydowskiej (w 2008 ponownie wybrany w skład parlamentu jako reprezentant Federacji Wspólnot Żydowskich Rumunii). Należy do Grupy Parlamentarnej Mniejszości Narodowych (niezwiązanej z żadnym z klubów parlamentarnych). Jest członkiem międzynarodowych grup parlamentarnych: izraelskiej, jordańskiej, brazylijskiej i francuskiej.
W 2009 był jednym z panelistów XIX Forum Ekonomicznego w Krynicy. Jest autorem licznych prac i artykułów naukowych z dziedziny handlu i marketingu.